# Belgiens Grand Prix 1987
Belgiens Grand Prix 1987 var det tredje av 16 lopp ingående i formel 1-VM 1987.

## Resultat
1. Alain Prost, McLaren-TAG, 9 poäng
2. Stefan Johansson, McLaren-TAG, 6
3. Andrea de Cesaris, Brabham-BMW, 4
4. Eddie Cheever, Arrows-Megatron, 3
5. Satoru Nakajima, Lotus-Honda, 2
6. Rene Arnoux, Ligier-Megatron, 1
7. Piercarlo Ghinzani, Ligier-Megatron
8. Philippe Alliot, Larrousse (Lola-Ford)
9. Philippe Streiff, Tyrrell-Ford
10. Pascal Fabre, AGS-Ford

### Förare som bröt loppet
- Teo Fabi, Benetton-Ford (varv 34, motor)
- Martin Brundle, Zakspeed (19, överhettning)
- Thierry Boutsen, Benetton-Ford (18, hjullager)
- Nigel Mansell, Williams-Honda (17, olycka)
- Ivan Capelli, March-Ford (14, motor)
- Nelson Piquet, Williams-Honda (11, avgassystem)
- Alex Caffi, Osella-Alfa Romeo (11, bränsleläcka)
- Michele Alboreto, Ferrari (9, transmission)
- Christian Danner, Zakspeed (9, bromsar)
- Derek Warwick, Arrows-Megatron (8, kylare)
- Riccardo Patrese, Brabham-BMW (5, koppling)
- Gerhard Berger, Ferrari (2, motor)
- Alessandro Nannini, Minardi-Motori Moderni (1, turbo)
- Ayrton Senna, Lotus-Honda (0, olycka)
- Adrián Campos, Minardi-Motori Moderni (0, växellåda)
- Jonathan Palmer, Tyrrell-Ford (0, olycka)